# Сулпиция Младша
Сулпиция Младша (на латински: Sulpicia Minor) e римска поетеса по времето на император Домициан (81 – 96).
Тя е хвалена от Марциал (X 35 и 38), който е сравнява с „божествената“ Сафо. Пише стихосбирка, в която разказва за методите си да спечели любовта на съпруга си.